# Canale (Italia)
Canale (Canal in piemontese) è un comune italiano di 5 450 abitanti della provincia di Cuneo in Piemonte.

## Geografia fisica
Canale si trova tra le colline del Roero. Il nucleo principale si trova in basso (194 m s.l.m.), circondato da borgate e frazioni sparse sulle colline antistanti.

## Storia
Canale fu fondato nel 1260 ex novo dal libero Comune di Asti, sui terreni appartenuti a diversi feudatari legati al Vescovo di Asti.
La popolazione vi fu trasferita nelle terre dell'antico feudo di Crispiano signore d'Arneis del Roero (detto Crispino di Arneis, anche in francese Crispin d'Arnès), i coloni provenivano da differenti villaggi della zona, quali Anterisio, Loreto di Canale, Castelletto d'Astisio, il pianoro di San Vittore e altri centri minori.
Ha in comune con altre città create d'impero nel medioevo (le ville nuove, vedere Villanova d'Asti etc.) la tipica forma concentrica.
All'inizio del Novecento, in reazione alla fillossera, alla tremenda grandinata del 1906 e ad altri fortissimi traumi che avevano minato alla base la viticoltura, l'agricoltura si rivolse alla coltivazione del pesco. Nacque così in quegli anni il mito di "Canale del Pesco", con tanto di mercato giornaliero e quantità di prodotto tale da consentire al paese di esportare questo prodotto anche oltre i confini nazionali e di rilanciare l'economia agricola del luogo grazie anche alla vocazione commerciale dei suoi abitanti. Attualmente, i pescheti si sono abbondantemente ridotti a favore di una nuova concezione di agricoltura basata sulla vite, con una particolare attenzione al vitigno Arneis da cui trae origine il rinomato vino bianco DOCG Roero Arneis.
Nel 1969 fu teatro di un efferato caso di cronaca nera. In una cascina nei dintorni di Canale venne segregata, sottoposta a ripetuti abusi sessuali da parte dei pedofili del paese e infine assassinata per soffocamento la minorenne Maria Teresa Novara. Tanti sapevano, nessuno parlò.

### Simboli
Lo stemma comunale si può blasonare: trinciato d'argento e d'azzurro dalla banda di rosso, ciascun punto alla stella d'oro, di cinque raggi. Ornamenti esteriori da Città.
In passato era in uso uno stemma troncato: d'argento e di azzurro, alla fascia di rosso attraversante sulla partizione; il primo ad una testa di cherubino al naturale.
Il gonfalone è un drappo trinciato di azzurro e di bianco.

### Onorificenze
Con Decreto del Presidente della Repubblica, su segnalazione del Ministero dell'Interno, il 27 luglio del 2011 Canale ha ottenuto il titolo di Città.

## Monumenti e luoghi d'interesse

### Architetture civili
- Castello Malabaila. Situato nel centro storico di Canale, è circondato da un antico parco di oltre un ettaro con splendidi alberi secolari.

In antichità era circondato da un fossato, ora interrato.

### Architetture religiose
- la chiesa parrocchiale di San Vittore
- la chiesa di San Giovanni Decollato
- la chiesa della Madonna di Loreto
- la chiesa di San Bernardino
- il santuario di Mombirone
- la chiesa di San Defendente in Valpone
- la chiesa della Madonna del Carmine nella frazione Madonna dei Cavalli
- il monastero di Santa Croce

### Parchi
- L'oasi naturalistica di San Nicolao, nell'area delle Rocche, creata dall'associazione "Canale Ecologia"

### Elementi architettonici
- I portici di via Roma, struttura risalente all'epoca comunale e sede del centro commerciale naturale
- Il faro ai Caduti, struttura installata nel 1980 dal Gruppo Alpini sulla collina di Mombirone
- La torre civica adiacente alla Confraternita di San Giovanni, restaurata nel 2010
- Il campanile parrocchiale, alto 65 metri e sovrastato dalla statua bronzea del Sacro Cuore, realizzato nel 1932 dai canalesi sotto la spinta di monsignor Luigi Sibona

## Società

### Evoluzione demografica
Abitanti censiti

### Etnie e minoranze straniere
Secondo i dati ISTAT al 31 dicembre 2019 la popolazione straniera residente sono di 982 persone. Le nazionalità maggiormente rappresentate sono:
1. Romania, 509
2. Albania, 170
3. Marocco, 141
4. Macedonia del Nord, 64

## Cultura

### Ricorrenze

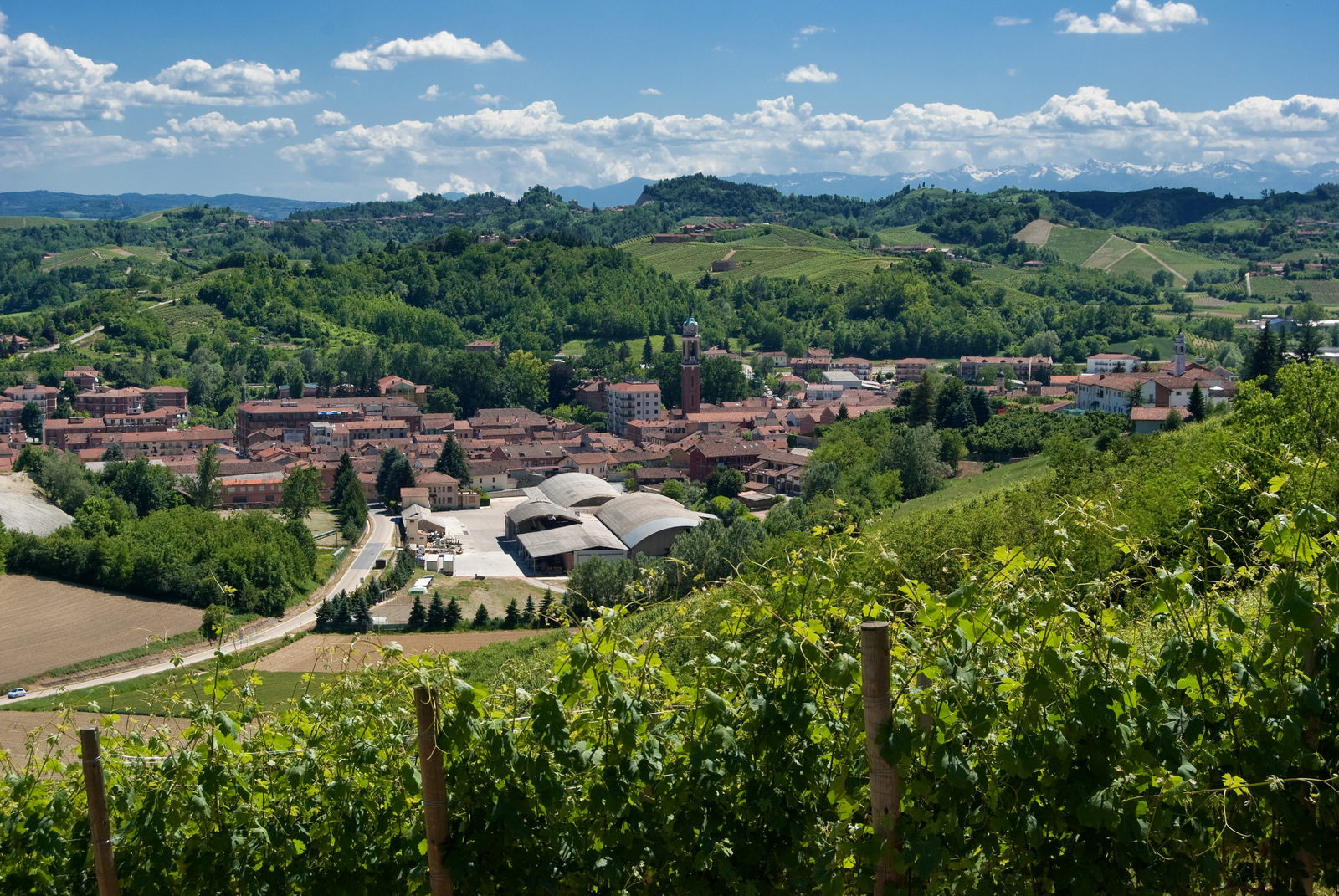
Panorama di Canale

- Processione "aux flambeaux" (ultimo sabato di maggio, in notturna): la lignea statua della Beata Vergine viene issata e portata in spalla dalla parrocchiale di San Vittore al Santuario di Mombirone
- Processione del Corpus Domini (mese di giugno): celebrazione religiosa nel centro storico, tra la Parrocchiale ed il Monastero di Santa Croce, scortata dai musicanti della Filarmonica di Santa Cecilia
- Processione del Sacro Cuore (mese di giugno): funzione religiosa in cui la riproduzione lignea della statua del Sacro Cuore, alta sei metri e identica a quella posta alla sommità del campanile, viene portata per le vie del paese
- Novena natalizia di San Bernardino: serie di appuntamenti religiosi officiati nella Confraternita di San Bernardino dal 16 al 24 dicembre di ogni anno, caratterizzata dall'esecuzione degli antichi canti in latino.

### Feste e fiere
- Fiera del pesco (sempre l'ultima settimana di luglio, organizzato dall'Ente fiera del pesco a partire dal 2006, prima dalla Pro Loco di Canale)
- Il "Volo della Colomba" sulla piazza della Confraternita di San Bernardino (terza domenica di maggio)
- Palio dei borghi (in estate, disputato tra le nove contrade di Canale)
- Gran premio del pesco (gara su auto a biposto a pedali tra i rioni, ultimo giovedì di luglio)
- Sagra della braciola e dell'agnolotto al plin (primo week-end di luglio, in frazione Valpone)
- "Na sgambassà" (primo maggio di ogni anno), gara podistica tra sentieri e colline organizzata dalla Pro Loco
- "Gran mercà": mercato dell'antiquariato, dell'hobbistica e del collezionismo indetto in due edizioni annuali (primavera ed autunno)
- Mercatino di Natale (per 2 domeniche di dicembre) Durante il mercatino è possibile visitare gratuitamente la torre medioevale. Nel pomeriggio, viene servito gratuitamente la cioccolata calda e il panettone; inoltre nella seconda domenica vengono servite (sempre gratuitamente) le castagne.

### Media
Dal 1976 al 1982 operò a Canale una delle prime radio libere della zona, RDR Radio Democratica Roero, poi ridenominata Radiogiornale del Roero (FM 97,800 MHz), emittente di informazione locale senza scopo di lucro che lasciò un segno tangibile, come attestato dai riconoscimenti successivi.

## Economia
Basata su piccole aziende e su produttori agricoli soprattutto viticoltori.

## Infrastrutture e trasporti
Tra il 1882 e il 1915 Canale fu capolinea di una tranvia a vapore per Asti.
È servito dalle linee extraurbane 2014, 2016 e 2027 del GTT.

## Amministrazione

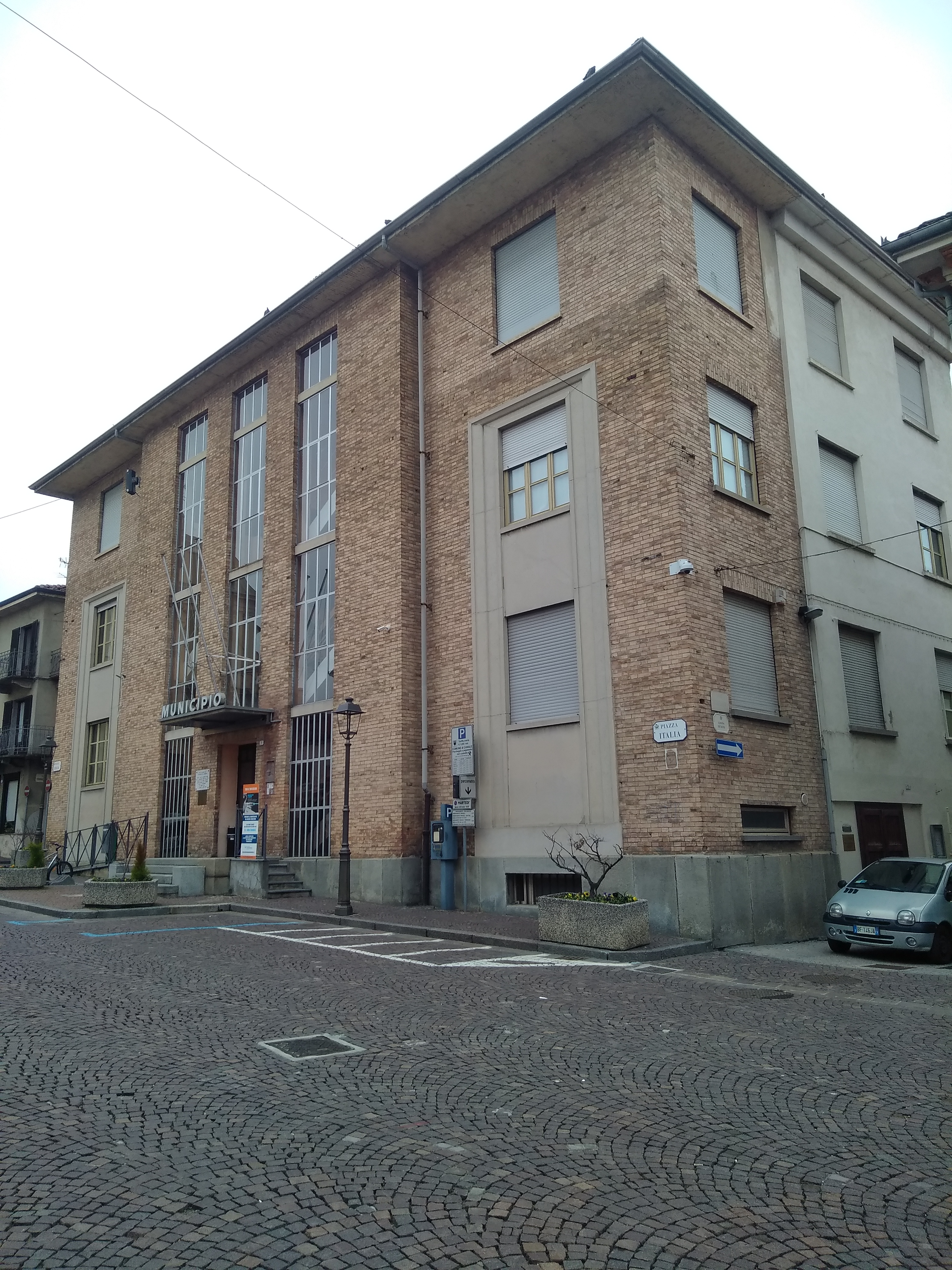
Canale (CN): il municipio

| Periodo        | Periodo        | Primo cittadino | Partito            | Carica  | Note   |
| -------------- | -------------- | --------------- | ------------------ | ------- | ------ |
| 14 giugno 1999 | 14 giugno 2004 | Marco Monchiero | Centro             | Sindaco | [ 9 ]  |
| 14 giugno 2004 | 8 giugno 2009  | Silvio Beoletto | Alleanza Nazionale | Sindaco | [ 10 ] |
| 8 giugno 2009  | 26 maggio 2014 | Silvio Beoletto | Lista civica       | Sindaco | [ 11 ] |
| 26 maggio 2014 | in carica      | Enrico Faccenda | Lista civica       | Sindaco | [ 12 ] |